# ウィリアム・フュー
ウィリアム・フュー（英:William Few、1748年6月8日-1828年7月16日）は、アメリカ合衆国の政治家であり、アメリカ合衆国建国の父の一人である。ジョージアの代表としてフィラデルフィアで開催されたアメリカ合衆国憲法制定会議に出席した。

## 概要
フューは貧しい自作農の家に生まれ、その人生の後半で社会的著名度と政治的権力を勝ち獲た。アメリカの辺境にあっては生き残りのために欠かせない自立的な性格を表し、国の政治家や軍隊の精鋭集団と親しくなった。富裕で力のある人々との付き合いの中で醸成された民主主義的観念を備えた粗野な辺境の人々の考え方は、常にデイヴィッド・クロケットやエイブラハム・リンカーンの話で育てられたアメリカ人の創造力を刺激していた。独学のフューの場合は、そのような描き方が正確に当てはまっていた。
フューが持って生まれた指導力や組織化力は、その公的な奉仕の感覚と共に、アメリカ独立戦争での経験からもたらされたものだった。軍事行動のどのような段階でも重要となる指導力や組織化力は、南部で決意を持ったイギリス軍侵入者との危険で長期化した闘争が、多くの開拓者の命に密接に関わるような作戦行動では特に必要とされた。フューの公共の利益に捧げる態度や生来の軍事的洞察力は、直ぐに愛国者側の指導者の注目を引くことになり、結果的にはフューに重要な政治的役割も任せることになった。
独立戦争は新しい国の政治的な未来に対するヒューの態度にも大きく影響し、無骨な辺境の個人主義者が各州の恒久的連合の提唱者に変わった。フューのようなタイプの者達が軍事的闘争の間に、辺境にある者には大変羨ましく見える個人の権利が、人民に対して責任のある強い中央政府によってのみ育成され、守られることを認識するようになった。この信念はフューの長い公的な奉仕の中で特徴的なものになった。

## 生涯

### 初期の経歴
イングランドのホワイルトシャーのクェーカー教徒の靴屋の子孫、リチャード・フューとその息子で樽類製造者のアイザック・フューが1680年代にペンシルベニアに移住し、フュー家はメリーランドの北部に住み、小さな土地でタバコを栽培して質素な生活を送っていた。1750年代にこの地域では干魃が続き、フュー家やその隣人、実際には従兄弟や遠い親戚などからなるある種広い意味の一族が、絶滅の危機に立たされた。地域社会全体でその農園を捨てて、南部辺境にあるより肥沃な土地にその運命を賭けてみることに決めた。
この集団は最終的にノースカロライナのオレンジ郡にあるヒルスボロからは1マイルのイーノ川堤に沿った土地を新しい地盤に選定した。そこは当初ダーラム郡（当時はオレンジ郡）であり、後にオレンジ郡ヒルスボロの東部となった。ここで若いフューは18世紀の農夫に期待される技術を磨いた。オレンジ郡の初期の歴史に関する証言の中で、フランシス・ナッシュは「彼の父ウィリアム・フュー・ジュニアは農夫の中ではましな階級に属していたが、平均的な開拓者よりも多くの資産と高い教養を持っていた」と記した。1760年代に短期間巡回教師を地域社会で雇ったことがあったものの、そのような生活では正式な教育を与える時間はほとんど無かった。この経験から、フューは終生読書を愛し続けることになる初歩教育を受けた。フューは基本的に独学の者であり、うち続く農業労働に時間を取られていたにも拘わらず、法律を学ぶ時間を作り、弁護士の資格も得た。
フュー家の暮らしぶりが良くなってきたときに、オレンジ郡の中で政治的な指導者として頭角を現した。しかし、他の多くの植民地西部の開拓者と同様に、世直し家の動きに巻き込まれた。これは海岸地域の商人や農園主および地元の政治家や法律家によって、辺境や奥地の農民に課された政治的および経済的規制に反応して育った人民主義運動だった。1771年までに抗議は闘争となり、ほとんど武装していない西部人の大集団が集まり、アラマンスの戦いでノースカロライナの民兵と対戦した。（世直しの戦争を参照）力の差がある戦闘は民兵の完勝となったが、政治的な代表権や経済的な規制緩和という世直し家の要求の大半は結局植民地の議会に認められることになった。身近な所では、フューの兄ジェイムズが蜂起に拘わったとして絞首刑に処せられ、ヒルスボロの直ぐ東にあったフュー家はトライアン総督の民兵隊に略奪された。フュー家の残りはジョージアのライツボロに逃亡し、ウィリアムが一人残って問題を処理し家産を売却した。
ノースカロライナにおけるこれらの確執は、1770年代にイギリスによって定められた植民地支配に対するアメリカ人の考えを変えさせ始めた。東部の農園主も西部の新開拓者も新税や西部拡張に対する規制が、自治という考え方にそぐわないと考え、愛国者の指導者達はあらゆる関係者の自由に対する脅威として描くことのできるものに対抗するという形で、植民地内を団結させることができた。
ヒルスボロで創られた志願民兵すなわちミニットマン中隊に最初に志願した者達の一人として、フューは訓練に参加した。概してフューの部隊は植民地戦争の古参兵からその戦術的な指導を受けた。この時はその訓練軍曹として中隊に雇われた元イギリス軍伍長からであった。1775年夏に大陸軍のために創られたノースカロライナでは初めての部隊の一つで、家業の忙しさを理由に大尉の指名を断った。しかし、翌年に一家の資産を処分し終えてジョージアの家族に加わると、弁護士事務所を開き、直ぐに新しい土地で愛国者側での任務にあたり新しく獲得した軍事的知識を教えた。

### 独立戦争
ジョージアでは地域を基準に市民兵を組織し、各郡で地元の中隊から連隊を創った。フューは兄のベンジャミンが指揮を執ったリッチモンド軍連隊に加わった。その後の2年間、フューの軍隊任務は軍事集会に出席することであり、ノースカロライナで得た技術を友人や隣人に教えた。1778年のみ、ジョージアはロイヤリスト民兵とフロリダに駐屯するイギリス正規軍による侵略の怖れがあり、フューも現役勤務に呼び出された。
ジョージア人による最初の軍事作戦行動は悲惨なものになった。ジョージア軍と大陸軍部隊はうまく連動して植民地南東境界近くのサンベリーで敵の襲撃を跳ね返したが、ロバート・ハウ将軍の大陸軍とジョン・ハウストン知事によって組織化された反撃は、愛国者軍がセントオーガスティンに着く前に行き詰まってしまった。フューはジョージア民兵の中隊を指揮していたが、上級士官がつまらないことで言い争い、また病気が蔓延して部隊勢力を減らし始めるにつれて、兵站部門が崩壊し続いて部隊そのものが分裂する様を目撃した。アメリカ人兵士の半分しか生きて故郷に帰れなかった。この年の暮れに突然イギリス軍が水陸協働で侵入してサバンナを占領し、ハウ指揮下の大陸軍と植民地東部の民兵隊を崩壊させた。植民地西部におけるイギリス軍に対する武装抵抗はリッチモンド軍連隊によって行われた。1779年を通じて、フューが副指揮官となったこの連隊はイギリス部隊に探りを入れて小競り合いを繰り返し、イギリス軍がサバンナ占領後間もなく陥れていたオーガスタを放棄させた。
市民兵が故郷を守ることに成功したことでジョージアにおける戦争の行方を変えることになり、地域の新しい大陸軍指揮官ベンジャミン・リンカーン少将を刺激して攻勢を採らせることになった。リンカーンはその大陸軍とジョージアやサウスカロライナの民兵隊、さらにカリブ海から到着したばかりのフランス軍を組み合わせて、サバンナの包囲を布いた。しかし、リンカーンは直ぐにその多様な勢力の動きを連係させることの難しさに直面した。フランス軍は他の任務に赴くために直ぐにでも任務を終わらせる必要性に迫られており、全軍で正面攻撃を掛けるようリンカーンを説得した。その結果は損失を多く出す敗北となったが、フューの連隊はアメリカ軍部隊の撤退を支える殿軍の役目をしっかり果たした。この戦闘後、クリーク族インディアンがサバンナでの敗北はジョージア軍が弱体である証と解釈してイギリス軍の支援に回ったので、フューの連隊は辺境での任務に就いた。
1779年のジョージアにおける敵の作戦行動は、イギリス軍が植民地の南端から反乱軍を掃討して北上するための基地として使うことを計画した新「南部戦略」の一部だった。戦争の残り期間、フューの軍隊任務はこの戦略に嫌がらせを行い、植民地の指導者としての信頼感を強めることの両方で重要であることが分かった。ヒューの連隊が中心的役割を担う植民地西部の部隊は、イギリス軍がその位置付けを整理統合できないようにしていた。その地域は決してロイヤリストの確保地区とはならず、イギリス軍は両カロライナやバージニアに対する作戦行動を必要としながら、辺境の民兵隊による脅威にも対応しなければならなかった。フューはジョージアにおける存続可能な民兵隊を維持して行くために必要とされる事やその難しさの中で、持って生まれた管理者および兵站指揮者の能力を発揮した。経験や生来の常識によって忍耐を強いることを可能にし、重要な攻撃に備えて部隊を温存し、また部隊兵の安全を不当に損なうことなく弱小な敵部隊を打ち破る時と場所を選んだ。最も重要なことはゲリラ戦の困難さを生き残るために必要な体力的活力を自ら示したことである。

### 政治家
軍事における成功は政治の世界にも関連づけられた。1770年代遅くにジョージア邦議会の下院議員に選ばれ、邦の執行委員会にも入り、邦測量監督官として行動し、インディアンとの交渉ではジョージアを代表して辺境での攻撃の危険性を最小化することに成功し、リッチモンド郡上級判事も務めた。その政治的な著名度が上がり、疑いもない指導力が発揮されると、州議会は1780年に大陸会議のジョージア代表にフューを指名することになった。
フューは大陸会議を1年間足らず務めたが、ナサニエル・グリーン将軍がジョージアの大半からイギリス軍を駆逐することに成功したことに続いて、大陸会議はフューをジョージアに送り返し、分散したジョージアの政府を再結集させた。この仕事が完了すると、1782年に大陸会議に復帰し、その後のほぼ10年間を代表として務めることになった。大陸会議代表を務める一方でジョージア邦からは、1787年にフィラデルフィアで開催されたアメリカ合衆国憲法制定会議への出席を求められた。この二重の任務によって、その時間が2つの会議体の間に使い分けられることになり、このために憲法制定過程の一部には立ち会えなかった。それでも、フューは強い国家的連合を生むことを確固として支持し、新しい政府を大陸会議が認めるように懸命に働いた。また、1788年には憲法を批准するためのジョージア会議にも参加した。
ジョージア州は直ぐにその初代アメリカ合衆国上院議員の一人にフューを選出した。ヒューはその任期が終わる1793年に政界からの引退を考えており、その代わりに隣人からの依願に応じて州議会でもう1期務めた。1796年ジョージア州議会はフューを巡回裁判所判事に指名した。この3年間の任務では、実務的で公正な判事としての評判を固めるだけでなく、公共教育の著名な支持者にもなった。1785年にジョージア州アセンズに設立されたジョージア大学の創立役員であった。フューはジョージア大学をアメリカでは初めての州公認大学として設立するために働き、この独学の者が正式に教授できるという重要性を示した。
ニューヨーク州生まれの妻の奨めもあって、フューは1799年にマンハッタンに移転した。そこでは、銀行業や時には法律実務を行うことで家族を支えながら、新たな公的奉仕を始めた。その新しい隣人は直ぐにフューをニューヨーク州議会議員に選出し、後には市会議員にも選出した。またニューヨーク州刑務所検査官を9年間、連邦貸金理事を1年間務め、その後にダッチェス郡の田舎家に引退した。
フューは奴隷を所有することを選択できたが、そうはしなかった。
フューは80歳の時にニューヨーク州フィッシュキル・オン・ハドソンで死に、後には妻のキャサリン・ニコルソンと3人の娘が残った。当初は地元のオランダ改革派教会墓地に埋葬され、後にジョージア州オーガスタのセントポール教会に移葬された。